# Ахелис, Эрнст Христиан
Эрнст Христиан (Кристиан) Ахелис (нем. Ernst Christian Achelis; 1838—1912) — немецкий богослов-евангелист, пастор, почётный доктор богословия в Галле-Виттенбергском университете, профессор Марбургского университета.

## Биография
Эрнст Христиан Ахелис родился 13 января 1838 года в городе Бремене. Ахелис учился в средней школе родного города, затем изучал теологию в Гейдельбергском и Галле-Виттенбергском университетах около 1857/59 года. Во время учебы в Зимнем семестре 1857—1858 гг. он стал членом братства Франкония Гейдельберг.
В 1860 году он стал помощником проповедника в Арстене, в 1862 году пастором в Хаштедте и пастором в Бармене в 1875 году, где между 1880 и 1882 годами была построена Паулюскирхе.

Сын Ганс Ахелис

В 1882 году ему было присвоено звание почётного доктора богословия в университете Галле-Виттенберг. Однако Ахелис не согласился с назначением в университете в качестве проповедника собора, консисториального советника и суперинтенданта в Галле.
С 1882 года Эрнст Христиан Ахелис был профессором практического богословия и университетским проповедником в Марбургском университете, где проработал незадолго до своей смерти. В 1897 году он стал консисториальным советником, а в 1908 году тайным старшим консисториальным советником и членом Гессенского генерального синода. Он существенно поспособствовал созданию нового сборника гимнов.
Ахелис по праву признан одним из самых важных академических представителей практического богословия в Германии конца XIX — начала XX века.
Эрнст Кристиан Ахелис скончался 10 апреля 1912 года в городе Марбурге.
С 8 июня 1864 года Ахелис был женат на фрау Анне (урождённой Икен); их сын Ганс Ахелис стал историком протестантской церкви.